# Samuel Clegg
Samuel Clegg, född 2 mars 1781 i Manchester, död 8 januari 1861 i Haverstock Hill, Middlesex, var en engelsk ingenjör. Clegg var banbrytare för lysgasberedningen, vars apparatur länge framställdes enligt hans konstruktioner. Clegg, som efterträdde lysgasens uppfinnare William Murdoch vid ingenjörfirman Boulton and Watts verkstäder i Soho vid Birmingham, var bland annat starkt verksam för införande av gatubelysning med gas i London 1813–14.

## Biografi
Clegg fick sin vetenskaplig utbildning under överinseende av Dr. Dalton. Han praktiserade sedan till Boulton and Watt, och vid Soho Manufactory deltog han i många av William Murdochs tidigare experiment i användningen av lysgas. Han utvecklades så bra där att han snart anlitades av Henry Lodge för att anpassa det nya belysningssystemet till dennes bomullsfabrik på Sowerby Bridge, nära Halifax och för att fylla behovet av en enklare metod för att rena gasen, uppfann han kalkrenarna.
Efter att ha flyttat till London inrättade han 1813 gasbelysning åt trycksäljaren Rudolph Ackermann på 101 Strand. Här blev hans framgång så känd att det förde honom vidare framåt, och året efter blev han ingenjör vid Chartered Gas Company. Han gjorde många misslyckade försök att konstruera en torr gasmätare som fungerade tillfredsställande, men 1815 och åter 1818 patenterade han en vattenmätare, som blev grunden för alla efterföljande förbättringar i metoden för att mäta gas.
Under några år engagerade han sig aktivt i byggandet av gasverk eller i rådgivning om bildandet av nya gasföretag, men en dålig dag gick han in i ett verkstadsföretag i Liverpool, där han förlorade allt han hade och fick börja om från början.
Han anställdes då av den portugisiska regeringen som ingenjör och rekonstruerade i den positionen myntverket i Lissabon och gjorde flera andra offentliga insatser. När han återvände till England tog järnvägsarbetet hans uppmärksamhet, men tyvärr blev han involverad med Samuda Brothers i ett projekt om tryckluftbaserat framdrivningssystem. Bristerna i deras system, som en genomförbar metod för tågdrift, var ett stort slag för honom, och han tog därefter aldrig någon engagerad del i offentliga angelägenheter.
Clegg utsågs av regeringen till en av utredarna för att utföra preliminära undersökningar om ansökningar om nya gasabonnemang, och han använde även sin fritid när han bidrog till den utarbetade avhandlingen om tillverkning av lysgas, som publicerades av hans son Samuel 1850. Han antogs som medlem av Institutionen of Civil Engineers 1829 och tog där en framträdande roll i diskussionerna vid dess möten.